# Darko Ilieski
Darko Ilieski (Prilep, 14 ottobre 1995) è un calciatore macedone, difensore del Tikveš Kavadarci.

## Carriera

### Club
Il 1º luglio 2025 viene acquistato a titolo definitivo dalla squadra macedone del Tikveš Kavadarci.